# Chymomyza novobscura
Chymomyza novobscura är en tvåvingeart som beskrevs av Mahito Watabe och Liang 1991. Chymomyza novobscura ingår i släktet Chymomyza och familjen daggflugor. Inga underarter finns listade i Catalogue of Life.